# 腹横筋膜面ブロック

外腹斜筋（Obliquus externus）、内腹斜筋（Obliquus internus）、Transversus（腹横筋）の三層の筋の間に筋膜の境界（筋膜面）が2カ所あるが、内側に局所麻酔薬を注入する。

腹横筋膜面ブロック（ふくおうきんまくめんブロック、英: Transverse abdominis plane block）は、TAPブロックとも呼ばれ、腹部手術後の鎮痛を目的とした体幹の神経ブロックの一種である。

## 適応
腹部手術後の鎮痛に有効である。従来は硬膜外麻酔が腹部手術の鎮痛の第一選択であったが、周術期抗凝固療法が行われる症例においては、硬膜外麻酔の適応が限定される。その際はTAPブロックなどの体幹の神経ブロックが代替の鎮痛手段となる。腹腔鏡下手術（腹腔鏡下胆嚢摘出術など）や帝王切開に適している。通常、全身麻酔と併用される。このブロックを行うことにより、麻酔中に投与されるオピオイドの投与量を減らし、それによる副作用を軽減することができる。

## リスクと副作用
手技のリスクと副作用の例
- 血管(出血、血腫形成)、筋肉、軟部組織、神経などの穿刺部位近くの構造の損傷。
- ブロックの失敗、つまり目標とする神経が十分に麻酔されていない。例えば肥満患者では、穿刺がより困難になる可能性がある。
- 感染、膿瘍形成、敗血症

使用される薬の副作用
- 局所麻酔薬中毒
- 他の薬と同様に、アナフィラキシーショックなどのアレルギー反応が起こり得る。

## 代替手段・欠点
創が身体の中央の場合、両側のブロックが必要となる。内臓痛には効果が無い。

## 歴史
この技術は2001年にRafiによって初めて導入された。Rafiは解剖学的ランドマーク法として紹介したが、現在では、内腹斜筋と腹横筋の筋膜の間に超音波ガイド下で局所麻酔薬(一般的にロピバカインやレボブピバカイン)を注入することによって行われる。
TAPブロックは腹部手術における筋膜面ブロックの元祖である。しかし、同等またはそれ以上の鎮痛効果をもつ代替手段は数多く存在する。

## 機序
腹壁の神経支配は第6胸神経から第1腰神経による。TAPブロックでは、肋間神経、肋下神経、下腹神経、腸骨鼠径神経がブロックされる。ブロックの持続時間は、注射された局所麻酔薬の量と濃度、およびエピネフリンなどの併用される添加物によって異なる。